# Kirche aus Kohlgrund

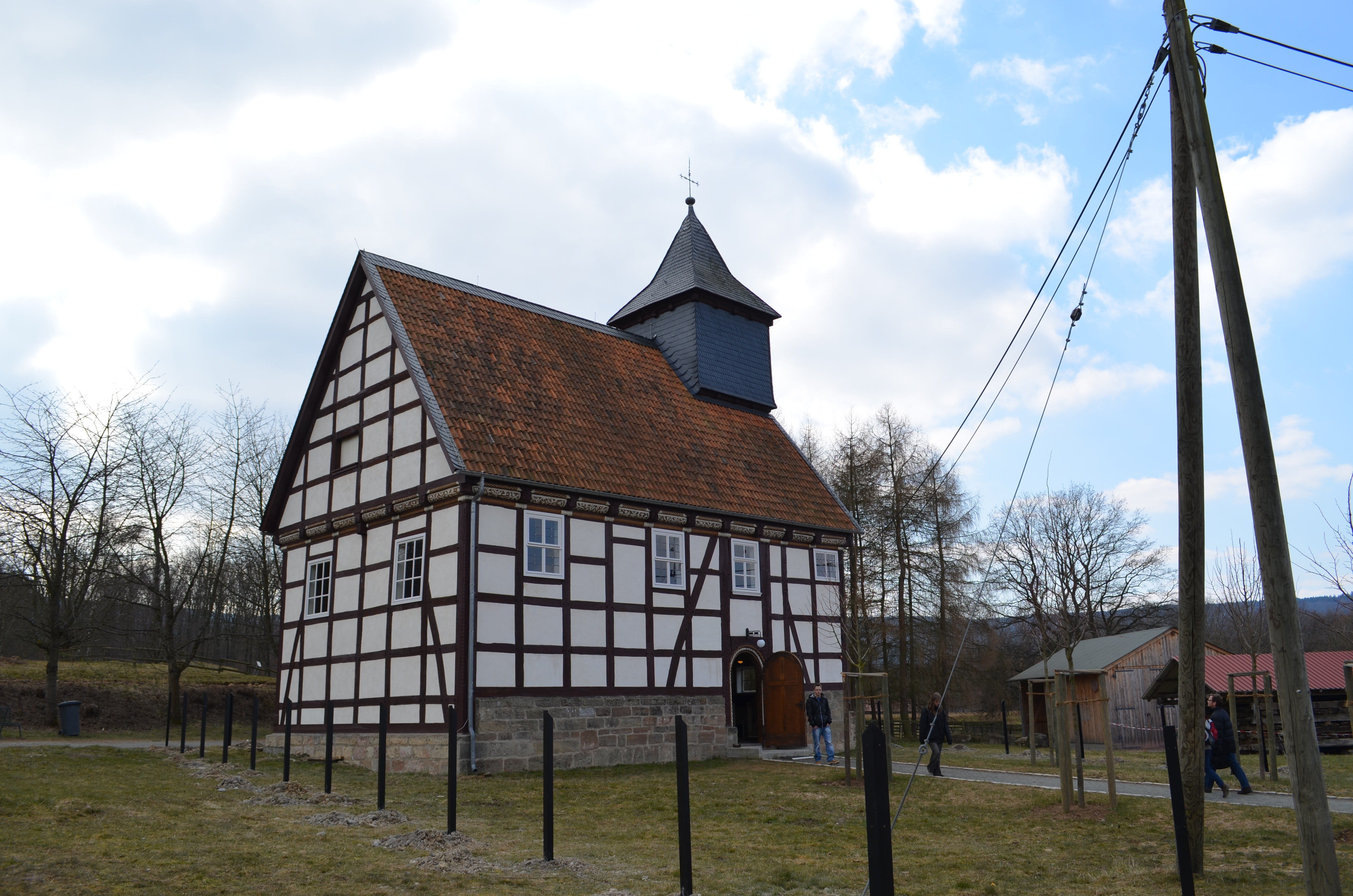
Kirche aus Kohlgrund

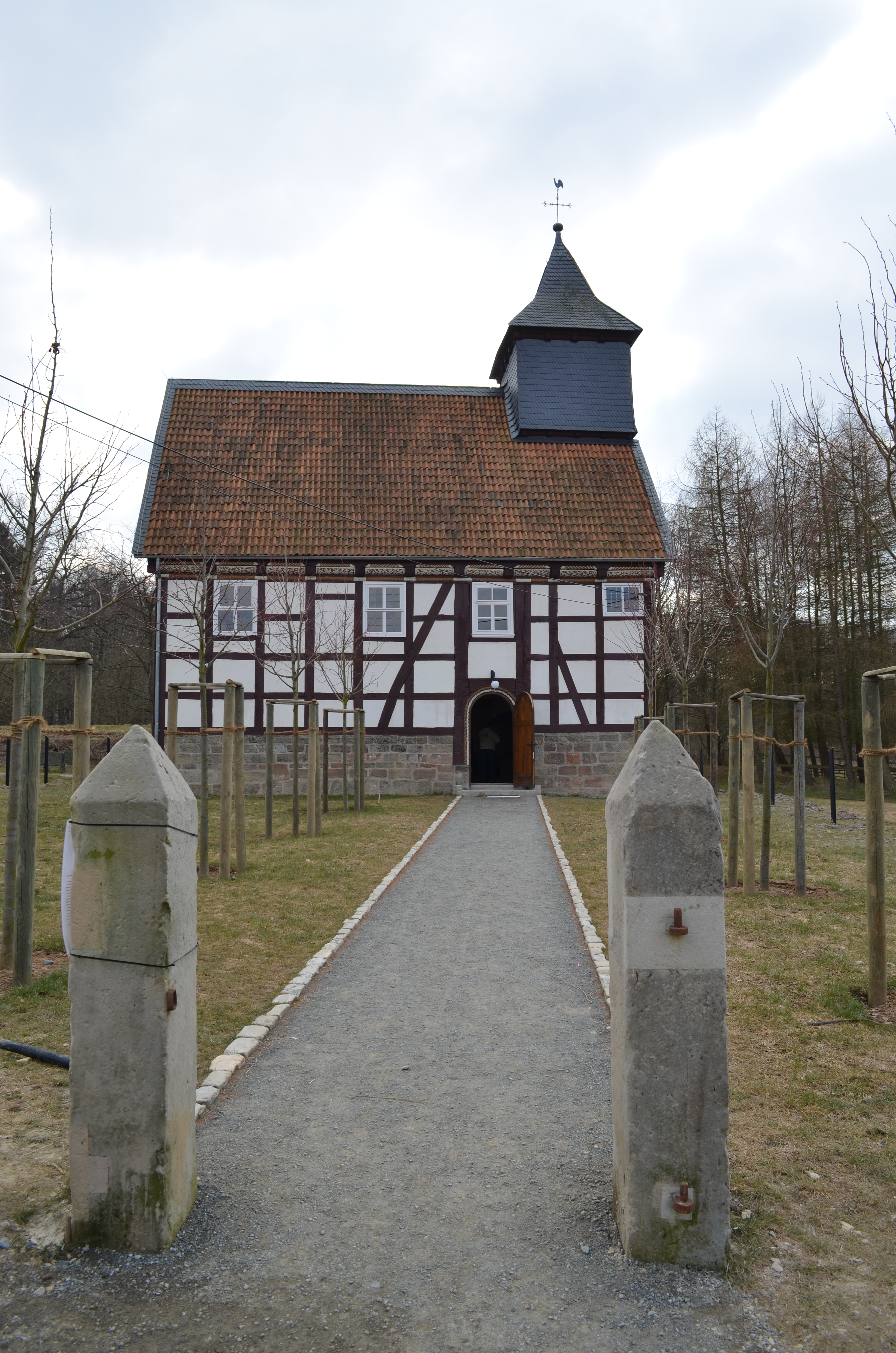
Kirche aus Kohlgrund

Die Kirche aus Kohlgrund ist ein wiederaufgebautes Gebäude im Hessenpark.

## Geschichte
1613 wurde die Kirche in Kohlgrund, heute ein Stadtteil von Bad Arolsen, erbaut. Sie ersetzte einen älteren Vorgängerbau. Vor 1690 wurde ein barocker Altar in die Kirche eingebaut. Dieser befindet sich heute in der 1971 eingeweihten Nachfolgerkirche in Kohlgrund.
Der Bau der Nachfolgerkirche wurde für nötig befunden, da sich die Fundamente der alten Kirche gesenkt hatten. Ein Neubau war deutlich günstiger als eine Sanierung des historischen Gebäudes. Der Wert des alten Gebäudes wurde aber durchaus erkannt. So wurde das alte Gebäude zerlegt und in das Freilichtmuseum Detmold gebracht, um dort wieder aufgebaut zu werden.
1974 wurde der Hessenpark gegründet. Daher wurde beschlossen, die Kirche in diesen zu überführen. Dort sollte sie, gegenüber der Windmühle, Teil der Baugruppe F – Nordhessen werden. 1995 wurde damit begonnen, die Kirche dort wieder im Rohbau zu errichten. 2011 erfolgte der Innenausbau. Am 7. Oktober 2012 wurde erstmals wieder ein Gottesdienst in der Kirche gefeiert.
Eine besondere Herausforderung beim Wiederaufbau ergab sich durch die Hanglage der ursprünglichen Kirche. Die Bodenplatten aus Sandstein lagen daher nicht waagerecht und die Kirchenbänke folgten dieser Schräge. Entsprechend der ersten Elektrifizierung im Jahr 1929 wurden die Stromleitungen auf Putz verlegt. Auch der gusseiserne zylindrische Ofen stammt aus dem früheren Gebäude, ebenso wie die 1868 errichtete Empore.